# Paul Arntzenius
Paul Arntzenius (Den Haag, 20 mei 1883 - aldaar, 4 januari 1965) was een Nederlandse kunstschilder en kunstverzamelaar. Arntzenius was een neef van Floris Arntzenius, tevens een kunstschilder uit Den Haag.

## Biografie

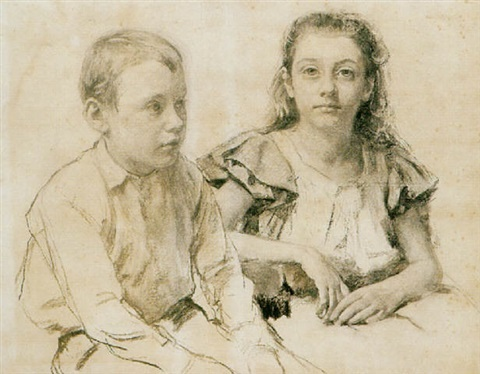
Portret van Paul en Dora Arntzenius door W.B. Tholen (ca. 1895)

Arntzenius was de zoon van Abraham Arntzenius, griffier van de Tweede Kamer, en jkvr. Constance Boddaert. In totaal kregen zijn ouders zes kinderen, waaronder een drieling in 1883, waarvan Paul er een was. Zijn moeder heeft uiteindelijk deze bevalling niet overleefd en overleed in hetzelfde jaar. Het gezin werd opgevangen door Willem Bastiaan Tholen en zijn vrouw. Tholen was een kunstschilder die zowel Paul als zijn zusjes regelmatig afbeeldde op zijn schilderijen, een voorbeeld hiervan is het werk De gezusters. Tholen zou later als leermeester veel invloed hebben op Arntzenius in zijn ontwikkeling als kunstschilder.
Arntzenius volgde een opleiding van 1901-1903 aan de Academie voor Beeldende Kunsten in Den Haag. Naast Tholen zouden ook Herbert van der Poll en Willem Witsen veel invloed op zijn ontwikkeling als schilder hebben.
In 1910 werd hij lid van de schilderkunstige genootschappen Pulchri Studio in Den Haag en Arti et Amicitiae te Amsterdam.

## Werk
De belangrijkste thema's en motieven in het werk van Arntzenius waren landschappen en stillevens. Hij schilderde in opeenvolgende periodes in Den Haag en omgeving, in Zeeland (Veere en Domburg), maar hij bezocht ook Parijs en andere plaatsen in Frankrijk.
Erkenning voor zijn werk kreeg hij door middel van diverse solo- en groepstentoonstellingen. In 1949 kreeg hij de Jacob Marisprijs.
Werken van Arntzenius zijn te vinden in de collecties van onder andere het Kunstmuseum Den Haag, Museum Gouda, het Singer Museum en in de Rijkscollectie.

## Verzamelaar
Naast schilder was Arntzenius een fervent kunstverzamelaar, met name van werken van de Franse School van Barbizon en van de Haagse School die daarop aansloot. In eerste instantie gaf Arntzenius, in 1960, een groot deel van zijn collectie in bruikleen aan het Haags Gemeentemuseum. In 1964 schonk hij zijn gehele collectie aan het Catharina Gasthuis, het huidige Museum Gouda. Met zijn collectie van honderdvijftig schilderijen wilde Arntzenius een statement maken, hij vond namelijk dat "schoonheid" aan terrein verloor door de opkomst van abstracte kunst. Hij wilde laten zien dat kunst gaat om inspiratie, vakmanschap en schoonheid.
Bijzonder is dat de Arntzeniuscollectie geen enkel schilderij bevat van Floris, een neef van Paul. Er bestaat een mogelijkheid dat - wanneer er wel schilderijen van hem in deze collectie zaten - deze bij een brand in 1945 zijn vernietigd. In 2016 werd er met de aanschaf van Strand bij Scheveningen (ca. 1900) toch een schilderij van Floris Arntzenius, die als meer begaafd bekend staat, aan de collectie toegevoegd
In 2018 vond een tijdelijke uitwisseling plaats tussen het Groninger Museum en Museum Gouda. Een deel van de collectie van Arntzenius werd in Groningen tentoongesteld met werken van onder anderen Charles-Francois Daubigny, Isaac Israëls en Gustave Courbet. In Gouda werd tegelijkertijd een deel van de verzameling van architect, kunstverzamelaar en kennis van Arntzenius, Reurt Jan Veendorp, tentoongesteld.

## Expositie (selectie)
- 1953 - Gemeentemuseum Den Haag (solo)